# Конгрес південноафриканських профспілок
Конгрес південноафриканських профспілок (англ. Congress of South African Trade Unions (COSATU) — найбільше (з трьох) профспілкове об'єднання робітників ПАР . Заснований 1 грудня 1985 року, об'єднує 21 профспілку, членами яких загалом є 1,8 млн осіб. Входить до альянсу з Африканським національним конгресом та Південно-Африканською комуністичною партією. Президентом є Мадіша Віллі.
Конгрес з 2012 року приєднався до Всесвітньої федерації профспілок, орієнтованої на класову боротьбу (зберігши членство у Міжнародній конфедерації профспілок). На конгресі 2016 року, що проходив у Дурбані, Майкла Маквейбу було обрано президентом Всесвітньої федерації профспілок.

## Логотип організації
Колесо в логотипі є економікою. Золотий колір колеса є багатством країни. Люди, які підштовхують колесо, що складаються з двох чоловіків і жінок, які несуть дитину, є проблемами, з якими стикаються працівники. Серед проблем: расове та гендерне придушення, а також економічна експлуатація. Люди зроблені чорним кольором тому, що вони становлять боротьбу чорного населення проти расового гноблення. Люди містять червоний прапор, який представляє робітничий клас.